# Medvedje Brdo
Medvedje Brdo – wieś w Słowenii, w gminie Logatec. W 2018 roku liczyła 206 mieszkańców.